# Anders Kühnau
Anders Kühnau Hansen (født 12. august 1981) er en dansk politiker, der siden 2006 har været medlem af regionsrådet i Region Midtjylland, valgt ind for Socialdemokraterne. Han har siden 2018 været formand for regionsrådet i Region Midtjylland. Han er formand for Regionernes Lønnings- og Takstnævn og dermed chefforhandler for regionerne ved overenskomstforhandlinger.

## Baggrund
I perioden 1999-2001 var Kühnau formand for DSU Aarhus. Efter studentereksamen fra Aarhus Katedralskole i 2000, læste han Statskundskab ved Aarhus Universitet, hvor han var initiativtager til Studenterhus Aarhus, og i 2008 blev han færdig som Cand.scient.pol.
Han arbejdede efterfølgende blandt andet i BDO og i Aarhus Kommunes Sundhed og Omsorg.
Han bor i Åbyhøj sammen sine sønner Alfred, August og Emil.

## Politisk karriere
Kühnau blev i 2005 valgt til Region Midtjylland. I 2009 blev han valgt som politisk ordfører for Socialdemokraterne i Region Midtjylland.
I 2013 blev han valgt ind i Horsens Byråd for Socialdemokratiet. Han sad der en enkelt periode.
Han blev i 2010 politisk ordfører for Socialdemokraterne i Region Midtjylland og i 2016 næstformand for Region Midtjylland.
Ved regionrådsvalget i 2017 blev Anders Kühnau valgt som regionrådsformand, og overtog dermed posten fra tidligere regionsrådsformand Bent Hansen. Bent Hansen var også valgt ind fra Socialdemokratiet, og valgte selv at fratræde posten.
Anders Kühnau genopstiller i 2021 som regionsrådsformand i Region Midtjylland for Socialdemokratiet.